# Caserne Rossauer
La caserne Rossauer (en allemand, Rossauer Kaserne) est une ancienne caserne du 9e arrondissement de Vienne, dans le quartier Rossau. De style éclectique, elle est construite à la fin du XIXe siècle (1865-1869) et sert actuellement de siège au ministère autrichien de la Défense.
En janvier 2020, la caserne Rossauer est renommée Bernardis-Schmid-Kaserne.

## Histoire
Elle est construite sous le nom de caserne du Prince héritier Rudolf (Kronprinz-Rudolf-Kaserne, du nom de Rudolf, prince héritier d'Autriche), en même temps que la caserne Franz-Joseph et l'Arsenal, dans le cadre d'une approche globale de protection de la ville contre le prolétariat après la Révolution de 1848.